# Sylvia (Ballett)

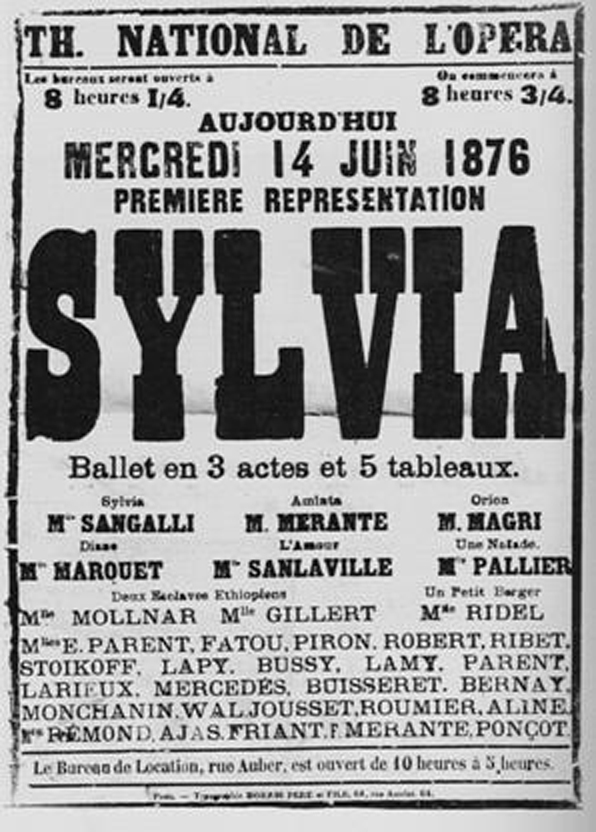
Plakat zur Premiere von 1876

Sylvia, eigentlich Sylvia ou La Nymphe de Diane wurde 1876 von Léo Delibes komponiert. Es handelt sich um ein klassisches Ballettstück voller Länge in drei Akten.
Die Handlung basiert auf Torquato Tassos Gedicht Aminta von 1573.
Die erste Choreografie stammt von Louis Alexandre Mérante und war ihrer Zeit weit voraus; sie galt als ziemlich rebellisch, da die Ballerinen als Jägerinnen auftreten – ungewöhnlich zu dieser Zeit.
Tschaikowski nannte das Ballett 1877 in einem Brief aus Wien an seine Mäzenin N. F. von Meck „ein Meisterwerk in seiner Art“ und ergänzte: „Noch nie habe ich in einem Ballett eine derartige Grazie, so großen Melodienreichtum, so viel Rhythmus und eine so hervorragende Instrumentierung erlebt“. Und der strenge Wiener Musikkritiker Eduard Hanslick meinte 1880: Diese Musik „gehört zu dem Vorzüglichsten, was in dieser Gattung geschrieben ist. [...] Von der schleuderhaften Praxis der gewöhnlichen Ballett-Composition hat sich Delibes völlig losgemacht“.

## Rollen

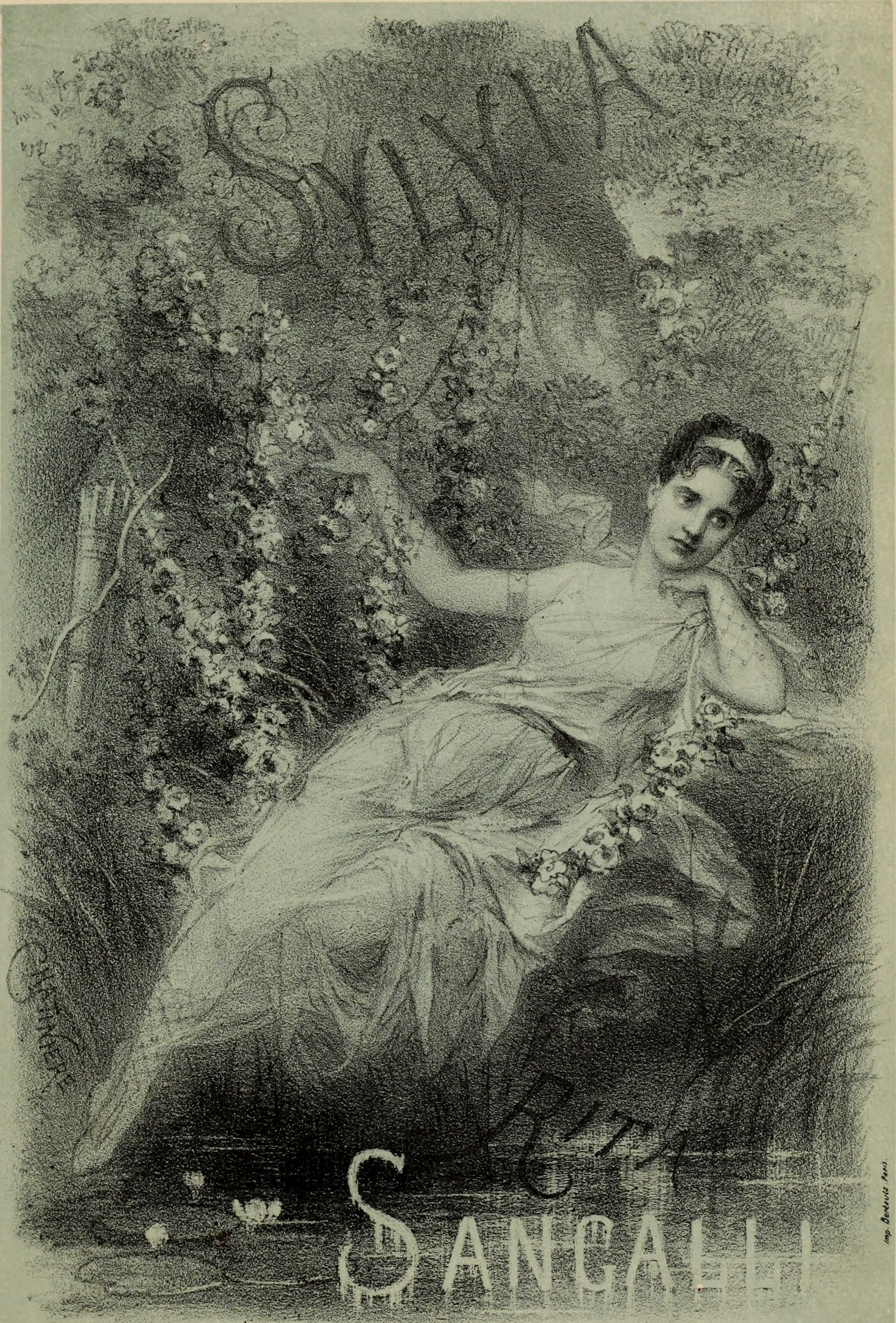
Rita Sangalli als Sylvia in der Produktion von 1876

### Hauptrollen
- Sylvia – Eine tugendhafte Jägerin und Nymphe, loyal zu Diana, Gegenstand der Begierde Amintas.
- Aminta – Ein einfacher Hirtenjunge, der in Sylvia verliebt ist.
- Eros – Der griechische Gott der Liebe.
- Diana – Die griechische Göttin der Jagd.
- Orion – Ein böser Jäger, der Sylvia verfolgt und entführt.

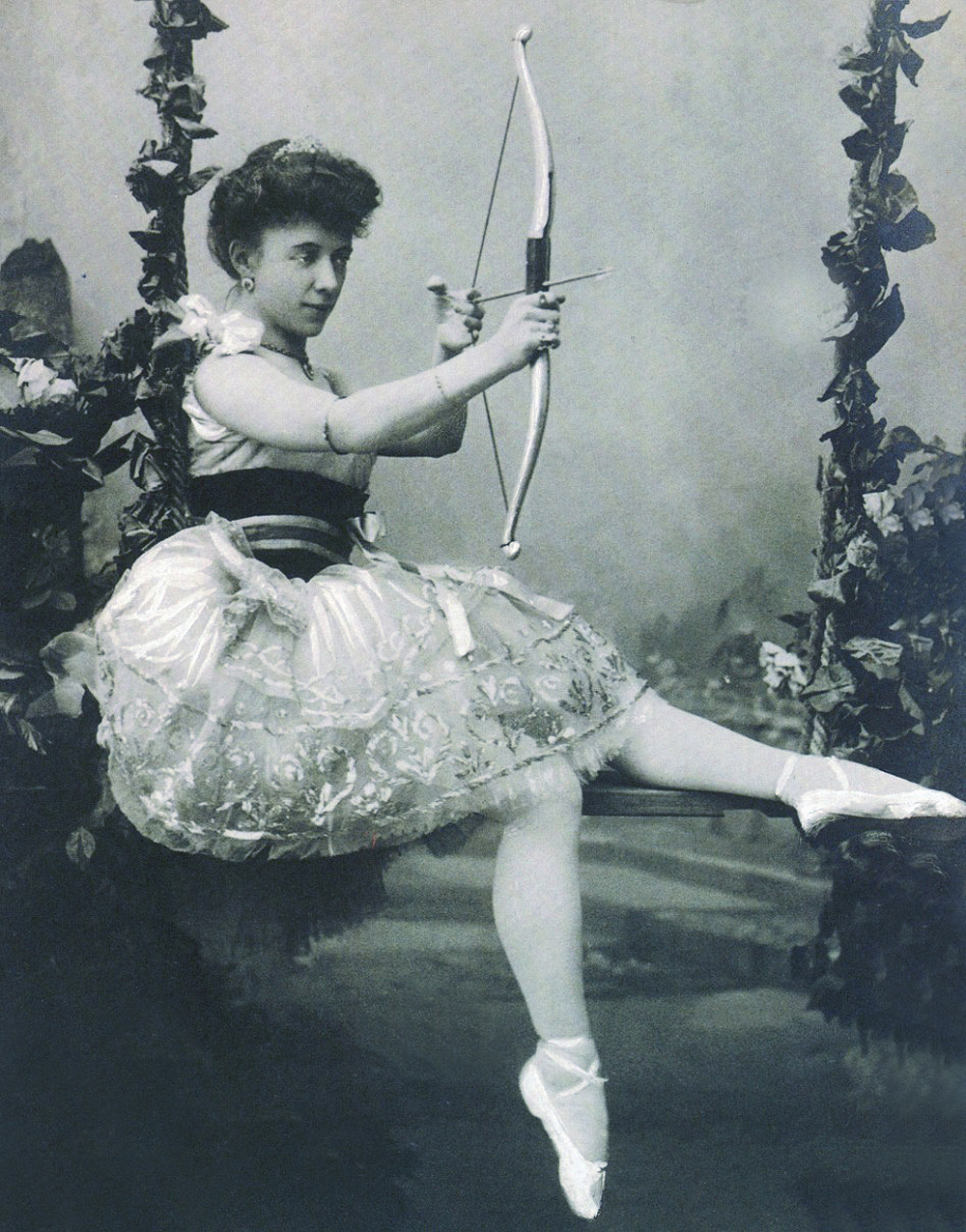
Olga Preobraschenskaja als Sylvia in einer Produktion des Mariinski-Balletts (1901)

### Nebenrollen
- Jagdbegleiter – Sylvias Aufgebot der weiblichen Jäger.
- Ziegen – Zwei Ziegen, die als Tribut für Bacchus geopfert werden sollen.
- Badenixe
- Dryaden
- Faune
- Bauern

## Musikalische Szenen

### 1. Akt
1. Prélude
2. Faunes Et Dryades
3. Le Berger
4. Les Chasseresses
5. Intermezzo
6. Valse Lente
7. Cortège Rustique
8. Scène
9. Entrée Du Sorcier Et Final
10. Entr'Acte

### 2. Akt

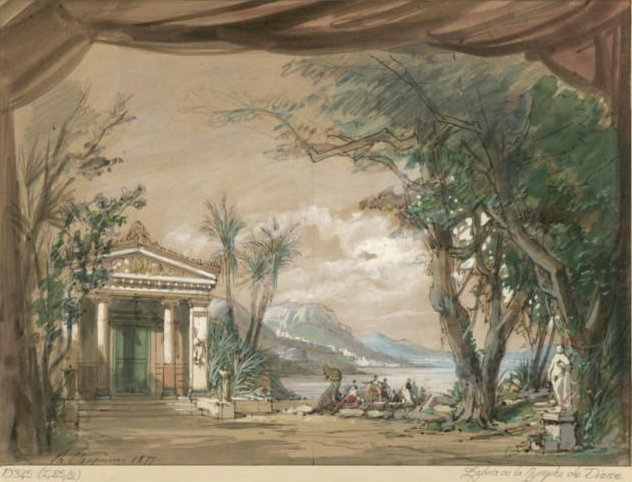
Philippe Chaperon: Palais de Diane, Bühnenbild für das zweite Bild im dritten Akt, 1877

1. La Grotte D'Orion
2. Danse Des Ethiopiens
3. Chant Bacchique
4. Scène Et Danse De La Bacchante
5. Rentrée De Sylvia
6. Scène Final

### 3. Akt
1. Marche
2. Cortège De Bacchus
3. Scène et Barcarolle
4. Divertissement: Pizzicati
5. Divertissement: Andante
6. Divertissement: Pas Des Esclaves
7. Divertissement: Variation-Valse
8. Divertissement: Strette-Galop
9. Le Temple De Diane (Final)
10. Apparition D'Endymion (Apotheose)

## Bearbeitungen

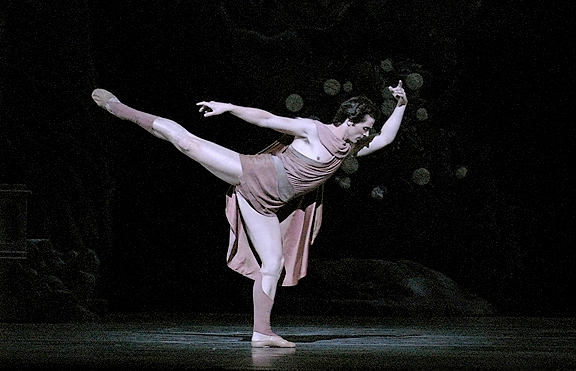
Angel Corella als Aminta in der Fassung von Frederick Ashton (2005)

Frederick Ashton zeigte 1952 eine Neubearbeitung des Werkes für das Royal Ballet. Die meisten heute gezeigten Versionen basieren auf dieser Bearbeitung.
John Neumeiers Choreografie Sylvia – Drei choreografische Dichtungen über ein mythologisches Thema macht fast keinen Gebrauch vom ursprünglichen Libretto. Das Werk wurde 1997 vom Ballet de l’Opéra de Paris uraufgeführt mit Aurélie Dupont als Sylvia und Manuel Legris als Aminta.
Die prägnante Melodie aus dem zweiten Satz des dritten Aktes „Cortège de Bacchus“ wurde von 1982 bis 1986 als Titelmelodie der US-TV-Serie Knight Rider verwendet.